# Cerler
Cerler est une localité des Pyrénées espagnoles de la municipalité de Benasque, située dans la province de Huesca (Aragon), en la vallée de la Benasque. 
Sur son territoire se trouve la station de sports d'hiver d'Aramón Cerler.
Le village de Cerler jouit de la proximité des massifs du Mont Perdu et de la Maladeta, avec notamment plusieurs sommets culminants au-delà de 3 000 m.

## Sport

### Arrivées duTour d'Espagne
- 1987 :  Laudelino Cubino
- 1998 :  José María Jiménez